# Carrarese Calcio 1908 2005-2006
Questa pagina raccoglie le informazioni riguardanti la Carrarese Calcio 1908 nelle competizioni ufficiali della stagione 2005-2006.

## Stagione
Nella stagione 2005-2006 la Carrarese disputa il girone B del campionato di Serie C2, raccoglie 42 punti con il 14º posto finale, per ottenere la salvezza gioca e vince il doppio Play-out contro il Castel San Pietro Terme, pareggiando (1-1) entrambe le gare, e salvandosi grazie al miglior piazzamento in campionato. La stagione degli azzurri inizia con il tecnico Renzo Gobbo sostituito già alla sesta giornata senza vittorie, dopo la sconfitta interna (1-2) contro la Spal, da Oliviero Di Stefano, ha ottenuto 18 punti nel girone di andata, chiuso in quint'ultima posizione, poi nel girone di ritorno ha raccolto 24 punti, raggiungendo attraverso il Play-out la salvezza. Nella Coppa Italia di Serie C la Carrarese disputa senza gloria il girone D di qualificazione, ottenendo solo due pareggi e due sconfitte.

## Rosa
| N. |                   | Ruolo | Calciatore             |
| -- | ----------------- | ----- | ---------------------- |
|    | Italia (bandiera) | D     | Mirko Bertoncini       |
|    | Italia (bandiera) | D     | Matteo Bonatti         |
|    | Italia (bandiera) | A     | Massimiliano Bongiorni |
|    | Italia (bandiera) | C     | Angelo Buglio          |
|    | Italia (bandiera) | D     | Alfonso Caruso         |
|    | Italia (bandiera) | D     | Domenico Citro         |
|    | Italia (bandiera) | A     | Luca D'Ambrosio        |
|    | Italia (bandiera) | C     | Davide Furlan          |
|    | Italia (bandiera) | D     | Imerio Gallina         |
|    | Italia (bandiera) | A     | Giuseppe Gambino       |
|    | Italia (bandiera) | A     | Marco Ghizzani         |
|    | Italia (bandiera) | C     | Vincenzo Giannusa      |

| N. |                   | Ruolo | Calciatore        |
| -- | ----------------- | ----- | ----------------- |
|    | Italia (bandiera) | D     | Fabio Lebran      |
|    | Italia (bandiera) | A     | Fabio Lorenzini   |
|    | Italia (bandiera) | C     | Francesco Lovatin |
|    | Italia (bandiera) | P     | Mizio Maffei      |
|    | Italia (bandiera) | C     | Stefano Manfredi  |
|    | Italia (bandiera) | A     | Alessio Mordagà   |
|    | Italia (bandiera) | P     | Luca Pastine      |
|    | Italia (bandiera) | C     | Matteo Pero Nullo |
|    | Italia (bandiera) | P     | Giampaolo Pinna   |
|    | Italia (bandiera) | C     | Luigi Rinaldi     |
|    | Italia (bandiera) | C     | Giuseppe Scarpato |
|    | Italia (bandiera) | C     | Marco Vendrame    |

## Risultati

### Serie C2 - girone B

#### Girone di andata
| Benevento 28 agosto 2005 1ª giornata | Benevento           | 0 – 0 | Carrarese | Stadio Santa Colomba\| Arbitro: \| Barletta (Bernalda) \| |
| Arbitro:                             | Barletta (Bernalda) |       |           |                                                           |

| Arbitro: | Vivenzi (Brescia) |

|              |           |  |
| Ghizzani 76’ | Marcatori |  |

| Prato 11 settembre 2005 3ª giornata | Prato                 | 0 – 0 | Carrarese | Stadio Lungobisenzio\| Arbitro: \| Cammi (Reggio Emilia) \| |
| Arbitro:                            | Cammi (Reggio Emilia) |       |           |                                                             |

| Arbitro: | Zanichelli (Genova) |

|  |           |              |
|  | Marcatori | 13’ Ruscitti |

| Arbitro: | Bagalini (Fermo) |

|                    |           |  |
| Silva Reis 7’, 77’ | Marcatori |  |

| Arbitro: | Manera (Castelfranco Veneto) |

|                     |           |                        |
| Bongiorni 3’ (rig.) | Marcatori | 68’ Macchia 77’ Albano |

| Gubbio 9 ottobre 2005 7ª giornata | Gubbio                              | 0 – 0 | Carrarese | Stadio Pietro Barbetti\| Arbitro: \| Borracci (San Benedetto del Tronto) \| |
| Arbitro:                          | Borracci (San Benedetto del Tronto) |       |           |                                                                             |

| Arbitro: | Branciforte (Nuoro) |

|                |           |              |
| Miale 26’, 56’ | Marcatori | 63’ Vendrame |

| Arbitro: | Liotta (Caltanissetta) |

|               |           |  |
| Bongiorni 27’ | Marcatori |  |

| Carrara 30 ottobre 2005 10ª giornata | Carrarese       | 0 – 0 | Ancona | Stadio dei Marmi\| Arbitro: \| Peruzzo (Schio) \| |
| Arbitro:                             | Peruzzo (Schio) |       |        |                                                   |

| Arbitro: | Musolino (Catania) |

|  |           |                                          |
|  | Marcatori | 14’ Lorenzini 39’ Bongiorni 73’ Ghizzani |

| Arbitro: | Grazioli (Maniago) |

|                                          |           |           |
| Bongiorni 10’ Ghizzani 50’ Lorenzini 70’ | Marcatori | 60’ Ciani |

| Arbitro: | Chiocchi (Foligno) |

|                                         |           |                                      |
| Sacenti 10’, 79’ Ghetti 26’ Del Rio 34’ | Marcatori | 58’, 92’ (rig.) Bongiorni 67’ Buglio |

| Arbitro: | Ferraioli (Nocera Inferiore) |

|  |           |                       |
|  | Marcatori | 30’ Poletti 54’ Valle |

| Arbitro: | Barbirati (Ferrara) |

|                           |           |                   |
| Aurino 28’ Schetter 45+1’ | Marcatori | 80’ (rig.) Buglio |

| Arbitro: | Passeri (Gubbio) |

|            |           |             |
| Caruso 21’ | Marcatori | 47’ Stefani |

| Arbitro: | Pagano (Torre Annunziata) |

|               |           |              |
| Bartolini 26’ | Marcatori | 69’ Vendrame |

#### Girone di ritorno
| Arbitro: | Marzaloni (Rimini) |

|                      |           |  |
| Bongiorni 31’ (rig.) | Marcatori |  |

| Arbitro: | De Toni (Schio) |

|  |           |             |
|  | Marcatori | 32’ Gallina |

| Arbitro: | Vivenzi (Brescia) |

|               |           |  |
| Bongiorni 57’ | Marcatori |  |

| Arbitro: | Zanchin (Biella) |

|                                 |           |  |
| Ruscitti 59’ (rig.) Granito 78’ | Marcatori |  |

| Arbitro: | Benedetti (Vicenza) |

|            |           |  |
| Caruso 70’ | Marcatori |  |

| Ferrara 12 febbraio 2006 23ª giornata | SPAL                       | 0 – 0 | Carrarese | Stadio Paolo Mazza\| Arbitro: \| La Mura (Nocera Inferiore) \| |
| Arbitro:                              | La Mura (Nocera Inferiore) |       |           |                                                                |

| Carrara 19 febbraio 2006 24ª giornata | Carrarese           | 0 – 0 | Gubbio | Stadio dei Marmi\| Arbitro: \| Branciforte (Nuoro) \| |
| Arbitro:                              | Branciforte (Nuoro) |       |        |                                                       |

| Arbitro: | La Rocca (Ercolano) |

|                           |           |            |
| Gallina 36’ Bongiorni 65’ | Marcatori | 57’ Turchi |

| Arbitro: | Manera (Castelfranco Veneto) |

|                                            |           |            |
| Lenzini 6’ Guerri 17’ Micchi 21’ Laner 71’ | Marcatori | 12’ Buglio |

| Arbitro: | Giancola (Vasto) |

|                          |           |            |
| Gaeta 68’, 84’ Mussi 90’ | Marcatori | 37’ Caruso |

| Carrara 26 marzo 2006 28ª giornata | Carrarese           | 0 – 0 | Sansovino | Stadio dei Marmi\| Arbitro: \| Stefanini (Livorno) \| |
| Arbitro:                           | Stefanini (Livorno) |       |           |                                                       |

| Montevarchi 2 aprile 2006 29ª giornata | Montevarchi                     | 0 – 0 | Carrarese | Stadio Gastone Brilli Peri\| Arbitro: \| Andolfatto (Bassano del Grappa) \| |
| Arbitro:                               | Andolfatto (Bassano del Grappa) |       |           |                                                                             |

| Arbitro: | De Toni (Schio) |

|  |           |           |
|  | Marcatori | 5’ Meloni |

| Arbitro: | Pagano (Torre Annunziata) |

|           |           |              |
| Valle 72’ | Marcatori | 90+2’ Buglio |

| Arbitro: | Vivenzi (Brescia) |

|             |           |  |
| Mordagà 62’ | Marcatori |  |

| Arbitro: | Paparazzo (Catanzaro) |

|              |           |            |
| Barbieri 56’ | Marcatori | 33’ Buglio |

| Arbitro: | Zanichelli (Genova) |

|  |           |            |
|  | Marcatori | 72’ Bonura |

### Play-off
| Arbitro: | Russo (Nola) |

|             |           |              |
| Dal Rio 45’ | Marcatori | 16’ Vendrame |

| Arbitro: | Zanardo (Conegliano) |

|             |           |               |
| Bonatti 85’ | Marcatori | 12’ Franchini |

### Coppa Italia di Serie C

#### Girone D
| Carrara 17 agosto 2005 1ª giornata | Carrarese             | 0 – 0 | CuoioCappiano | Stadio dei Marmi\| Arbitro: \| Ruini (Reggio Emilia) \| |
| Arbitro:                           | Ruini (Reggio Emilia) |       |               |                                                         |

| 21 agosto 2005 2ª giornata |  | – Turno di riposo Carrarese |  |  |

| Arbitro: | Peruzzo (Schio) |

|            |           |  |
| Cecchi 66’ | Marcatori |  |

| Arbitro: | Buonocore (Nichelino) |

|               |           |                |
| Lorenzini 80’ | Marcatori | 29’ M. Bertoli |

| Arbitro: | Passeri (Gubbio) |

|             |           |  |
| Uccello 56’ | Marcatori |  |